# Макув (гмина)
Макув (пол. Maków) — сельская гмина (волость) в Польше, входит как административная единица в Скерневицкий повет, Лодзинское воеводство. Население — 5993 человека (на 2004 год).

## Сельские округа
1. Домбровице
2. Яцохув
3. Кренжце
4. Макув
5. Макув-Колёня
6. Пщонув
7. Сельце-Леве
8. Сельце-Праве
9. Сломкув
10. Свенте-Ляски
11. Свенте-Новаки
12. Воля-Маковска

## Соседние гмины
1. Гмина Годзянув
2. Гмина Липце-Реймонтовске
3. Гмина Лышковице
4. Гмина Скерневице
5. Скерневице